# Chautauqua
Els chautauqües fou un moviment cultural dels Estats Units d'Amèrica, que esdevingué molt popular a les zones rurals, des de finals del segle xix fins a la dècada del 1920. Els membres d'aquest moviment prengueren el nom del llac Chautauqua, a l'estat d'Ohio per ser la rodalia d'aquesta regió on sorgí.

## Els inicis

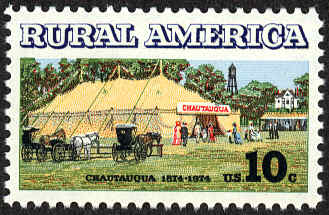
Segell commemoratiu dels 100 anys del primer acte dels chautauqües.

Al segle xix la geografia rural dels EUA estava configurada per granges de pagesos, que vivien separades les unes de les altres, tenint com a únic punt de trobada un edifici que feia alhora les funcions d'església i d'escola, juntament amb una botiga i poca cosa més. Algunes poblacions ni tan sols tenien escola. Això reduïa molt les relacions humanes i els intercanvis socials. El 1873, la congregació metodista de la regió del llac Erie, a Ohio, veié la necessitat de portar cultura als pobles isolats de l'Amèrica rural i fundà aquest moviment el 1873. L'any següent, el ministre John Heyl Vincent i l'empresari Lewis Miller organitzaren l'Assemblea Chautaqua de Nova York, en un lloc d'acampada a la vora del llac Chautauqua, a l'estat de Nova York. Dos anys abans, Vincent, editor del diari Sunday School Journal, havia començat a preparar mestres per a les escoles dominicals que es farien a l'aire lliure. Les reunions creixeren en popularitat. Aquesta organització passà a ser coneguda amb el nom d'Institució Chautauqua. Aviat es veié que la gent tenia ànsia d'aquesta mena de reunions social, aparegueren molts altres grups inspirats en el moviment Chautauqua.
Els campaments d'estiu foren una opció reeixida. En una dècada les reunions dels chautaqües es feren populars per tot el país. Es considera que són, en la seva funció cultural, successors del moviment Lyceum, del segle xix. En aquestes assemblees s'oferien principalment conferències sobre temes diversos i presentacions de llibres. El moviment ha continuat viu en el lloc on s'originà i encara atreu milers d'assistents cada any, als estius.

## Els chautaqües independents
Els chautauqües independents, també dits fills dels chautaqües, sorgits com a imitadors dels metodistes, muntaven reunions de diversió a l'aire lliure. Igual com aquells, cercaven localitzacions atractives en ambients poblacions de mida mitjana, a poca distància d'una estació de ferrocarril. En el moment àlgid del moviment chautauqua, en la dècada del 1920, hi havia alguns centenars d'aquests campaments, però el seu nombre ha anat disminuint.

## El circuit chautauqua

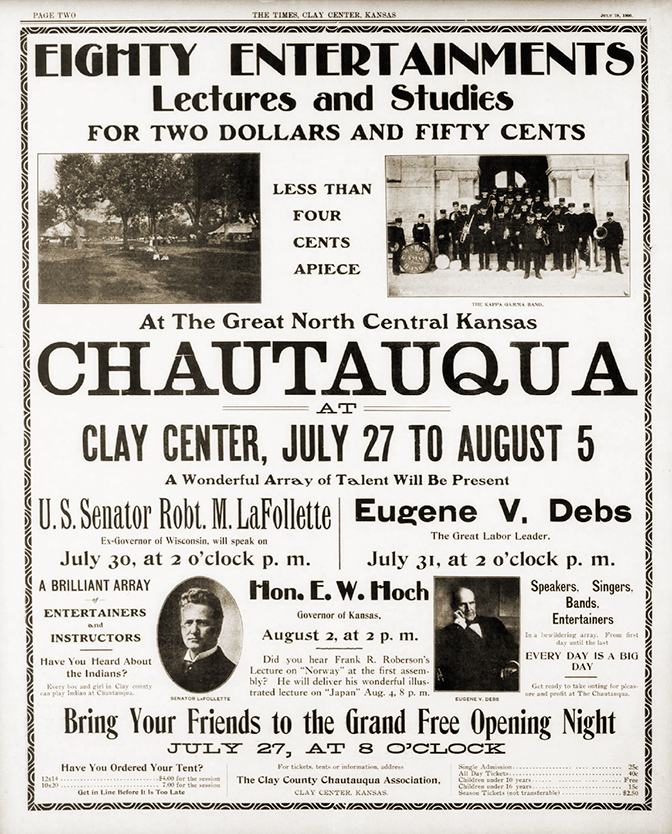
Cartell publicitari del 1906 per una actuació a Clay Center, Kansas.

Keith Vawter i Roy Ellison fundaren el 1904, un espectacle itinerant del moviment chautaqua. Els oradors i altres atraccions diverses, com ara audicions musicals i comediants, feien els seus discursos dins de carpes que es muntaven en esplanades als afores dels pobles i ciutats petites, les quals desmuntaven i seguien fent un circuit per tot el país. Malgrat el poc èxit que Vawter i Ellison tingueren en els començaments, pels volts del 1907 ja havien aconseguit atreure força públic en la seva adaptació del moviment chautaqües i fer-ne un negoci rendible. Un dels comediants que atragué més públic fou Boob Brasfield.
A la premsa del moment hi hagueren tant elogis com detractors. La idea de Vawter, era estar uns quants dies a cada lloc, però fent actuacions diferents cada dia, seguint un programa que era anunciat prèviament. La gira incloïa unes 10.000 parades i aplegaven audiències de 45 milions d'espectadors, fins que el 1940 deixaren de fer-ho.

## Oradors
Un dels oradors més prolífics fou Russell Conwell que es feu famós amb el seu discurs titulat Acres de Diamants, repetit 5.000 vegades. Tractava el següent tema: «Fes-te ric, home, ja que els diners són el poder i el poder ha d'estar en mans de la bona gent. Jo dic que no teniu dret a ser pobres.»
Maud Ballington Booth, coneguda com La petita mare de les presons, fou una altra oradora molt popular. Les seves descripcions de la vida a les presons commovien l'audiència fins a fer saltar les llàgrimes i fer alçar a favor d'una reforma. Jane Addams parlava sobre problemes socials i la seva tasca a Hull House. Helen Potter era una altra de les conferenciants destacades, que parlava sobre temes diversos. però especialment sobre homes i dones.
També fou en orador Champ Clark, polític de l'estat de Missouri, el governador Herbert S. Hadley, i el Wisconsin, conegut pel sobrenom de Bob el lluitador.

## Expressió de la religió
Tot i ser fundat per metodistes, també hi participaren destacats catòlics com Catherine Doherty, el 1892, i teòlegs luterans com Theodore Emanuel Schmauk, a Pennsylvania, ja que tenien en comú escampar la moral cristiana. Els seus discursos, però, podien anar seguits d'altres espectacles, com ara actuacions humorístiques tipus vodevil i actuacions de trapezistes com als circs tradicionals.

## Actuacions musicals
Hi actuaven bandes musicals com la de John Philip Sousa, o la Bohumir Kryl's Bohemian Band. Aquesta darrera oferia una interpretació d'un fragment del cor de l'òpera Il Trovatore amb quatre músics vestits de ferrers, amb el davantal posat, fent sonar els martells i uns timbals. La música espiritual també era habitual. L'audiència blanca apreciava veure actuacions d'afroamericans cantant música religiosa. Hi havia grups, com els Jubilee Singers, que cantaven una barreja de melodies espirituals i temes populars. L'American Quartette, era un grup insturmental que oferia baldes antigues. Entre els músics solistes, estava Charles Ross Taggart, anunciat com a L'home de Vermont, que tocava el violí, cantava i feia números de ventríloc i narrava històries de la vida camperola.